# Diana L. Paxson
Diana L. Paxson (n. 20 de febrero de 1943)    es una escritora estadounidense, autora de varias obras sobre paganismo y neopaganismo germánico. También ha publicado novelas de fantasía y ficción histórica, así como un gran número de relatos cortos. Más recientemente ha enfocado su trabajo en libros relacionados con liturgia de las religiones paganas.

## Biografía
Al margen de múltiples novelas y colaboraciones, ha escrito más de setenta relatos cortos. Sus trabajos más conocidos son las novelas de Wrestia y los últimos volúmenes del Ciclo de Avalon donde participaba como coautora junto a Marion Zimmer Bradley, pero acaparó su plena atención tras la muerte de Bradley. Entre los libros más sobresalientes de Paxson, resaltan Taking Up the Runes, Essential Asatru y Trance-Portation. Escribe habitualmente una columna en un magazine sobre espiritualidad para mujeres Sagewoman.
Paxson ha sido activista liderando varias organizaciones, apoyando los primeros pasos de la Sociedad para el Anacronismo Creativo (Society for Creative Anachronism), fue directora regional de la Asociación de escritores de ciencia ficción y fantasía de Estados Unidos, y participa frecuentemente en convenciones de ciencia ficción, especialmente BayCon, donde participó como huésped de honor en 2007.
Diana es líder de los movimientos de reconstruccionismo neopaganos, fundadora de La Amistad del Camino Espiral (The Fellowship of the Spiral Path) y actuó como primer oficiante de la organización wiccana Pacto de las Diosas, coordinadora del grupo pagano The Troth y miembro de su consejo directivo (actualmente editora de su boletín, Idunna). Diana es pionera del resurgir del seidr oracular, participando en numerosos festivales y encuentros neopaganos.
También es compositora y escribe música para arpa. Actualmente vive en Greyhaven, Berkeley (California).

### Westria
1. Lady of Light (1982) ISBN 0-671-45597-4
2. Lady of Darkness (1983) ISBN 0-671-45882-5
3. Silverhair the Wanderer (1986) ISBN 0-8125-4860-4
4. The Earthstone (1987) ISBN 0-8125-4862-0
5. The Sea Star (1988) ISBN 0-8125-4864-7
6. The Wind Crystal (1990) ISBN 0-8125-0040-7
7. The Jewel of Fire (1992) ISBN 0-8125-1110-7
8. The Golden Hills of Westria (2006) ISBN 0-7653-0889-4

Lady of Light y Lady of Darkness han sido re-editadas en los Estados Unidos como volumen único bajo el título Mistress of the Jewels (1991), y en el Reino Unido como Lady of Light, Lady of Darkness (1990)

### Niños deOdín(Wodan's Children)
1. The Wolf and the Raven (1993) ISBN 0-688-10821-0
2. The Dragons of the Rhine (1995) ISBN 0-688-13986-8
3. The Lord of Horses (1996) ISBN 0-688-14606-6

### La Isla santificada (The Hallowed Isle)
1. The Book of the Sword (1999) ISBN 0-380-78870-5
2. The Book of the Spear (1999) ISBN 0-380-80546-4
3. The Book of the Cauldron (1999) ISBN 0-380-80547-2
4. The Book of the Stone (2000) ISBN 0-380-80548-0

También se publicaron en dos volúmenes, como The Hallowed Isle: Books I & II (2000) y Books III & IV (2001)

### Crónicas de Fionn mac Cumhal
En colaboración con Adrienne Martine-Barnes:
1. Master of Earth and Water (1993) ISBN 0-688-12505-0
2. The Shield Between the Worlds (1994) ISBN 0-688-13176-X
3. Sword of Fire and Shadow (1995) ISBN 0-688-14156-0

### Ciclo de Avalon
En colaboración con Marion Zimmer Bradley:
- The Forest House (1994) (no acreditada)[6]
- Lady of Avalon (1997) (no acreditada)
- Priestess of Avalon (2000)

Como única autora:
- Ancestors of Avalon (2004)
- Ravens of Avalon (2007)
- Sword of Avalon (2009)

### Otras novelas
- Brisingamen (1984) ISBN 0-425-07298-3
- White Mare, Red Stallion (1986) ISBN 0-425-08531-7
- The Paradise Tree (1987) ISBN 0-441-65134-8
- The White Raven (1988) ISBN 0-688-07496-0
- The Serpent's Tooth (1991) ISBN 0-688-08339-0

### Serie Espada y Hechiceras
Paxson es autora de las siguientes historias del ciclo Sword and Sorceress series, una antología anual de relatos de fantasía:
- Sword of Yraine
- Shadow Wood
- Equona's Mare
- The Sword Slave

### Otros relatos cortos de ficción
- "The Song of N'Sardi-El" en Millennial Women (1978)
- "An Appropriate Hell" en War in Hell (1988) - parte del ciclo Heroes in Hell

### Otros libros
- Celestial Wisdom for Every Year of Your Life: Discover the Hidden Meaning of Your Age (with Z. Budapest) Weiser Books (2003) ISBN 157863282X, ISBN 978-1578632824
- Taking Up the Runes: A Complete Guide to Using Runes in Spells, Rituals, Divination, and Magic Weiser Books (April 20, 2005) ISBN 1578633257, ISBN 978-1578633258
- Essential Asatru: Walking the Path of Norse Paganism Citadel (December 1, 2006) ISBN 0806527080, ISBN 978-0806527086
- Trance-Portation: Learning to Navigate the Inner World Red Wheel/Weiser Books (November 1, 2008) ISBN 1578634059, ISBN 978-1578634057